# Pedro Bravo de Acuña
Pedro Bravo de Acuña (XVI secolo – Manila, 24 giugno 1606) è stato un militare spagnolo.
Si mise in luce nel 1572 nella battaglia di Lepanto e fu nel 1593 Capitano Generale di Cartagena in Colombia. Governatore delle Filippine dal 1601, conquistò l'arcipelago delle Molucche nel 1606.